# Woppenhof
Woppenhof ist ein amtlich benannter Ortsteil des Marktes Wernberg-Köblitz im bayerischen Landkreis Schwandorf.

## Geographie
Woppenhof liegt etwa zwei Kilometer südwestlich der Wittschauer Höhe (597 m) in 500 m Entfernung zur Autobahn A 6 am Buchbach. Der Ort ist über die Kreisstraße SAD 25 und eine Gemeindeverbindungsstraße zu erreichen.

## Etymologie
Für Woppenhof und Poppenhof finden sich außerhalb Wernberg-Köblitz in folgenden Ortsnamen: Poppenhof bei Kronach, Poppenhof bei Schnaittach, Poppenhof bei Iphofen, Kleinpoppenhof bei Leuchtenberg, Poppendorf bei Mank.
In der Nähe von Woppenhof/Wernberg-Köblitz gibt es noch einen ehemaligen Staatswald „Poppenhofer Aicha“, ca. 1,3 km NNO Leuchtenberg sowie ein Flurstück „Ödung am Poppenhofer Eicha“, ca. 1,4 km nordöstlich von Leuchtenberg. Bei Enzenrieth gibt es eine Staatswaldabteilung „Poppenhof“.
Namensähnlichkeiten bestehen zum Ort Woppenrieth beim nahen Döllnitz, wo ein Heinrich von Poppenriute als Zeuge für eine Stiftung Bernolds von Treswitz 1255 auftaucht und wo die Paulsdorfer um 1394 „in Poppenrewt“ Güter besaßen. Die mundartliche Aussprache des Ortes nördlich von Leuchtenberg heißt „Gleinbóbbmhof“, oder nur „Bóbbmhof“, so wie auch die Bezeichnung des hier betrachteten Ortes bei Deindorf.
Aus dem Ortsnamen drängt sich eine Verbindung zur Kirche auf Papa, Pope, Pfaffe / Woppenhof, Poppenhof. Naheliegend wäre in diesem Fall eine Verbindung nach Waldsassen.
Klaus Ibel stellt dem jedoch eine „Poppo“-These zur Seite. Er geht von einer Schenkungsurkunde von 1147 aus, wo Zeugen auftreten, u. a. die drei Brüder Poppo, Chunrad und Gebhard von Pernrüth. Pernrüth setzt er mit Bernried, südöstlich von Leuchtenberg an der Altstraße nach Waidhaus gleich.
Zum Vergleich noch die etymologische Analyse für das österreichische Poppendorf, das 1289/95 erstmalig als Popendorf in den Urkunden auftritt. Dazu heißt es: „Dorf, das nach einem Mann mit dem Namen ‚Poppo‘ benannt ist, -dorf mit Genitiv des althochdeutschen Personennamen Poppo...“
Die finale Deutung für das oberpfälzische Woppenhof in Wernberg-Köblitz bleibt aus heutiger Sicht offen.

## Geschichte

### Älteste Geschichte
Die Entwicklung von Woppenhof ist eng mit den Landgrafen von Leuchtenberg verbunden. Die Geschichte des Dorfes dürfte bis ins 11. Jahrhundert zurückreichen. Nachweislich hatte das Kloster Waldsassen bereits ab dem 13. Jahrhundert Besitz in der Gegend um und in Woppenhof. Es besaß zu Beginn des 13. Jahrhunderts zahlreiche verstreute Liegenschaften, die gegen die Mitte des Jahrhunderts größtenteils gegen dem Stift näher gelegene Güter im Rahmen einer Abrundungspolitik eingetauscht wurden. Dazu gehörten Pirk, Letzau und Losau, die gegen Zehenten bei Waldsassen vertauscht wurden. Nur der Poppenhof (Woppenhof) blieb beim Kloster und wurde später zusammen mit Wittschau für ein grundlegendes Tauschgeschäft mit den Landgrafen von Leuchtenberg benützt. Für Losau ist damit die Erstnennung 1218 verbunden, als es vom Kloster Waldsassen an Friedrich von Waldthurn kam. Bereits 1225 war Heinrich von Losau und etwa um die gleiche Zeit ein Eberhard von Losau genannt worden, bei denen es sich um ortenburgische Ministerialen aus dem Geschlecht der Waldthurner-Waldauer handelte. Diese nannten sich auch nach dem in Böhmen gelegenen Hostau. Fest steht, dass die Losauer nach den Nennungen im 14. Jahrhundert im Besitz der leuchtenbergischen Lehen zu Woppenhof waren.
Für eine frühe Taufkirche im weiteren Umfeld spricht das Patrozinium Johann Baptist. Möglicherweise hat sie sich auch aus einem spätmittelalterlichen Karner oder einer Friedhofskapelle entwickelt. Festzustellen bleibt, dass es schon früh eine Verbindung dieser Kirche mit dem ortsansässigen Adel gab. Seit alters her hatte die Kirche Woppenhof ein eigenes Sepulturrecht. Durch die Kirchenausgründungen kam Woppenhof zuerst nach Michldorf und ab Ende des 16. Jahrhunderts nach Glaubendorf.
Die Pfarrei Luhe machte noch in der Reformationszeit des 16./17. Jahrhunderts alte Rechte auf Glaubendorf und Woppenhof geltend. Dazu kam, dass das Kloster Waldsassen seit 1280 das Präsentationsrecht für den Luher Pfarrer hatte. So war z. B. 1344 der Zehent von Woppenhof und später auch der von Alletshof über den Pfarrer von Luhe an das Kloster Waldsassen abzugeben. Dieses Kloster verfügte selbst noch im Spätmittelalter (1461) über den Zehent von Woppenhof.

### Landgrafen von Leuchtenberg
Ulrich der Hostauer
Am 1. September 1352 erwarben die Landgrafen von Leuchtenberg unter anderem den Poppenhof (Woppenhof) vom Kloster Waldsassen. Sie setzten auf dieses Gut eigene Dienst- und Lehenleute als Leuchtenberger Ministerialen und sie entwickelten diese Liegenschaft zur Hofmark. Lehensleute waren die Losauer, auch Losunger und Hostauer, die darüber hinaus in Wittschau Besitz hatten und dem Geschlecht der Waldthurner angehörten.
Vier Jahre nach dem Gütererwerb durch die Leuchtenberger kam es am 26. Dezember 1356 wegen dieses Guts zum Streit zwischen Ulrich dem Hostauer von Woppenhof und dem Kloster Waldsassen.
Die Losauer
Im gleichen Jahr 1356 erscheint ein Eberhard Losaner (Losauer) auf Woppenhof, der in landgräflichen Diensten als Richter zu Leuchtenberg stand.
Die Losauer hatten einen weiter gestreuten Güterbesitz und besaßen auch zwei Wiesen und einen Acker in der Nähe der Burg Wernberg gelegen, die sie 1395 an Heinrich Nothaft verkauften. Das Vermögen der Losauer reichte aus, um als leuchtenbergische Lehensleute und Landsassen 1396 für den Landgrafen von Leuchtenberg beim Verkauf des Dorfes Pirk und div. umliegender Güter zu bürgen. Der umfangreiche Besitz des Eberhard Losaner wird im leuchtenberger Lehenbuch aus der Zeit kurz vor 1400 greifbarer. Er besaß: Das Dorf Wittschau („Wicschaw“), einen halben Hof zu Michldorf („Mycheldorf“), einen Hof zu „Enkoßhof“ (wohl eingegangene Siedlung bei Wernberg), einen Hof zu Losau („Losung“), einen Hof zu Tauchersdorf („Thauchendorf“-bei Perschen), einen Hof zu Hartenreut (untergegangene Siedlung bei Ermersricht/Weiden), einen Hof zu Nassenhard („Nazzenharde“, untergegangene Siedlung), die Vogtei über die Hannhöfe („Hannhöf“, untergegangene Siedlung), zwei Wiesen unterhalb Wernberg, einen Hof Dietrichsdorf (das nächstgelegene Dietersdorf ist bei Niedermurach), den Hof zu Deindorf („Teymdorf“) und ein zugehöriges Lehen.
Sein Anverwandter Heinrich Losauer hatte von den Leuchtenbergern zu Lehen einen Hof zu Köblitz („Kobliez“), drei Güter zu Wittschau („Wiezschaw“), ebenfalls einen Hof zu Losau und ebenfalls zwei Wiesen und einen Acker zu Wernberg. Möglicherweise wurde ein Teil der Güter gemeinsam bewirtschaftet.
In der ersten Hälfte des 15. Jahrhunderts gab es dann mehrere Käufe und Verkäufe: 1408 kaufte Hans Losaner 2 Höfe in Schwarzberg und 2 Höfe in „Rechenberg“ (wohl Rattenberg) sowie einen öden Hof in Deindorf. 1420 wurde der Köblitzer Hof dem Gotteshaus zu Pfreimd gestiftet. 1432, während der Zeit der Hussitenschäden, verkaufte Hans Losinger 3 Höfe zu Wittschau.
Ulreich Gruber
Aus dem ältesten leuchtenberger Lehenbuch (1396/99) lässt sich erkennen, dass „Ulreich Gruber vom Poppenhof“ vier Güter in Deindorf und die „Furstwise“ zu Lehen hatte. Ulreich Gruber war damit Leuchtenberger Lehensmann. In welchem Verhältnis er zu den Losauern stand, ist offen.
Die Fronberger
Die Fronberger hatten in das Geschlecht der Losinger/Losauer eingeheiratet. 1455 erscheint Heinrich Fronberger, ein Schwager des Hans Losingers als Besitzer von Woppenhof, als er jeweils einen Hof zu Schwarzberg und Rappenberg verkaufte. Auch die Fronberger standen im Dienst der Landgrafen von Leuchtenberg und siegelten dort bis 1469.

### Hofmark Woppenhof
Gilg Nothaft
1473 war Gilg Nothaft zum Bodenstein im Besitz des Landsassengutes Woppenhof. Auch er stand in leuchtenbergischen Diensten und erscheint als Assessor beim Hofgericht. Es dauerte nicht lange, bis Gilg Nothaft 1477 seinen Besitz in Woppenhof wieder aufgab. Er hatte von seinen Verwandten die Güter in Krummenab und Thumsenreut geerbt und diese von Kaiser Friedrich verliehen bekommen. Mit diesem Erbe hatte er sogar noch Anwartschaften auf die Nothaftischen Lehen im Egerland erhalten.
Georg Loterbeck
Erwerber von Woppenhof war Georg Loterbeck, der auf Woppenhof 1487 urkundlich wurde, als er zusammen mit Engelhard Nothaft zu Gericht saß. Die Herren von Lotterbeck waren dann bis 1520 Besitzer auf Woppenhof.
Ulrich von Lichteneck
1520 ging Woppenhof von der Familie Lotterbeck an Ulrich von Lichteneck über. Auffallend ist, dass zum Zeitpunkt des Überganges dieser parallel seinen Besitz in Ober- und Unternankau an die Landgrafen von Leuchtenberg sowie die Kneisselöde an Dritte verkaufte. Ulrich von Lichteneck starb relativ früh und hinterließ unmündige Kinder.
Herren von Prandt
Von den unmündigen Kinder des Ulrich von Lotterbeck bzw. von deren Vormündern kaufte Hans vom Prandt die Woppenhofer Besitzungen über den Landgrafen Johann von Leuchtenberg im Jahr 1526. Die Herren von Prandt (Brand) besaßen dann Woppenhof bis in die erste Hälfte des 17. Jahrhunderts. Auch Hans vom Prandt ist in leuchtenbergischen Diensten 1544 und 1550 am Hofgericht nachgewiesen. Die Hofmark Woppenhof hatte zu jener Zeit (1577) im Ort 8 Lehen, 1 Schmiedlehen, 5 Gütl, 1 Mühle, 1 Taferne und 1 Badstube. Dazu kamen 2 Lehen in Deindorf, 3 Lehen, 2 Höfe und 1 Hirtenhaus in Bechtsrieth, 1 Hof und 4 Lehen in Trauschendorf.
Mit den beginnenden Drangsalen des Dreißigjährigen Krieges wechselten die Besitzer der Hofmark Woppenhof rasch. Vererbt, verkauft, verschuldet. Für die Entwicklung des Ortes war dieser häufige Herrschaftswechsel vielfach nicht zuträglich.
Johann Krapp
1625 erwarb Johann Krapp, der Richter zu Woppenrieth die Hofmark Woppenhof, stieß sie jedoch 1626 schon wieder ab.
Familie v. Gebsattel
Die Familie Gebsattel besaß Woppenhof in der Zeit von 1626 bis ca. 1647, also fast die gesamte Restlaufzeit des Dreißigjährigen Krieges. Die Familie war einflussreich: Die Brüder Hans Philipp und Georg Andreas Gebsattel zu Woppenhof und Kresenwert (wohl Gressenwöhr) waren Söhne des Bamberger Domherrn und späteren Bischofs Johann Philipp von Gebsattel und der Margaretha Schuler, Witwe des Würzburger Bürgers Friedrich Heller.
Hans Albrecht von Kolbitz
Hans Albrecht von Kolbitz hatte Woppenhof nur kurz und vor dem Ende des Dreißigjährigen Krieges im Jahr 1647 besessen. Über ihn ist bisher wenig bekannt.
Familie von Schneidau
Die Familie von Schneidau besaß Woppenhof während der Wiederaufbauzeit nach dem Dreißigjährigen Krieg und der landgräflichen Regierungszeit Herzog Max Philipps, von 1650 bis 1701.
Familie von Wevold
Zwischen 1701 und 1728 wird die Familie von Wevold als Besitzer von Woppenhof genannt.
Johann Jakob von Thünefeld
Johann Jakob von Thünefeld auf Woppenhof und Ursensoln hatte den Besitz nur von 1728 bis 1731.
Familie von Junker (Junckher)
Die Familie von Junker hatte die Hofmark Woppenhof von 1731 bis 1752 inne. Karl Anton Freiherr von Junker wurde als Sohn des kurfürstlichen Rates und Oberforstmeisters Freiherr von Junker in Woppenhof geboren. Er wurde Militär und brachte es bis zum General. In den Jahren 1809 bis 1813 befehligte er das 10. Linieninfanterieregiment in Amberg, das unter ihm auch in den verheerenden napoleonischen Russlandfeldzug zog. Anton Freiherr von Junker starb 1821 und fand in Regensburg seine letzte Ruhestätte.
Franz Ferdinand von Liechtenstern
Franz Ferdinand von Liechtenstern war von 1752 bis 1786 im Besitz von Woppenhof. Franz Ferdinand von Liechtenstern hatte 1752 die Hofmark Woppenhof um 20.000 Gulden gekauft. Er hatte aber das Unglück, dass ihm das Schloß und die Einrichtung zusammen mit sämtlichen Ökonomiegebäuden abbrannte. Liechtenstern war kurfürstlicher Pfleger auf Treswitz und Tännesberg. Er war 1748 auf Burg Treswitz geboren. Er hatte eine unglückliche Ehe und kam nicht zuletzt dessen in finanzielle Schieflage, so dass er sich von Woppenhof trennen musste. Der Verkauf erfolgte dann durch die Witwe Elisabeth Maria.
Familie von Murach
Von 1786 bis 1790 ist Wilhelm Freiherr von Murach auf Niedermurach als Besitzer belegt. 1790 und 1791 war Karl Freiherr von Murach Besitzer. Am 21. September 1836 starb der letzte Besitzer Karl Franz Freiherr von Murach ohne Nachkommen. Nach seinem Tod fiel das Lehen an die Krone Bayerns zurück. Die Hofmark wurde aufgelöst und der Ort vorerst unter die unmittelbare Verwaltung des Landgerichts gestellt.

### Kirche St. Johann Baptist
Die Katholische Kirche St. Johann Baptist war eine Filialkirche von Glaubendorf. Der schlichte Bau und wesentliche Teile der barocken Ausstattung dürften Endes des 17. Jahrhunderts entstanden sein. Über der Tür an der Nordseite der Kirche befindet sich die Jahreszahl 1730. Im Gotteshaus befinden sich ein Hochaltar und zwei Seitenaltäre. Mehrere Grabsteine sind im Gebäude eingelassen. 1997 wurde das Gebäude einer Innenrenovierung unterzogen.
In der Handschriftenabteilung der Staatsbibliothek München hat sich noch ein wertvolles handschriftliches Gebetbuch aus dem Jahr 1802 vom damaligen Woppenhofer Privatschullehrer Joseph Currutz erhalten. Dieses Gebetbuch erlaubt einen Einblick in das damalige Glaubensverständnis mit tiefer Gottbezogenheit, aber auch deutlicher Furcht vor der Strafe bei Verfehlungen.

### Schloss Woppenhof
In Woppenhof stand, wie in der damaligen Zeit üblich, ein Schloss, das heute verfallen ist. Entscheidend für den Verfall dürfte dabei ein Brand aus der Zeit nach 1752 gewesen sein, bei dem die Einrichtung mit sämtlichen Ökonomiegebäuden vernichtet wurde. Nur der Turm des Schlosses blieb damals zur Hälfte stehen. Da es in jener Zeit noch keine Brandversicherung gab, musste der damalige Besitzer so schwer es fiel das Anwesen zumindest notdürftig auf eigene Kosten wieder aufbauen.

### Feuerlöschwesen
Die schlechten Erfahrungen beim Ab- und Ausbrand des Woppenhofer Schlosses hatten sicher dazu beigetragen, dass spätestens 1803 eine der ersten größeren Feuerlöschmaschinen auf dem Land vorhanden war. Die freiwillige Feuerwehr Woppenhof wurde zusammen mit Deindorf aufgrund einer distriktspolizeilichen Anordnung des königlichen Bezirksamt Vohenstrauß vom 31. Juli 1884 am 12. August 1885 gegründet. In dieser Anordnung wurde nochmals in allen Einzelheiten die Feuerwehrpflicht, die Verpflichtung der Gemeinden und Hausbesitzer, die Organisation, deren Übungsdienst, das Verhalten bei Brandausbruch usw. geregelt.

## Steuerdistrikt und Gemeindegliederung
Nach dem Tod des letzten Lehenbesitzers und dem Ende der unmittelbaren Verwaltung des Landgerichts Vohenstrauß wurde um 1842 auch die Gemeindebildung für Woppenhof abgeschlossen.
Die Gemeinde Woppenhof wurde auf Antrag zusammen mit den Gemeinden Glaubendorf und Deindorf mit Wirkung vom 1. Januar 1926 vom Bezirksamt Vohenstrauß abgetrennt und dem Bezirksamt Nabburg zugeteilt. Am 1. Januar 1972 wurde der Ort in die Gemeinde Glaubendorf eingegliedert. Zu Wernberg-Köblitz gehört er seit dem 1. Mai 1978.